# Нафтогаз України
Національна акціонерна компанія «Нафтогаз України» (НАК «Нафтогаз України») — найбільша за часткою у ВВП компанія України, провідне підприємство паливно-енергетичного комплексу країни. Засновником та єдиним акціонером компанії є держава.
До Групи Нафтогаз входять НАК «Нафтогаз України» та низка дочірніх компаній: 
- акціонерні товариства, у яких компанія є єдиним акціонером;
- дочірні підприємства, що засновані компанією;
- представництва та філії, створені компанією;
- товариства з часткою компанії у статутному капіталі;
- акціонерні товариства з газопостачання та газифікації;
- акціонерні товариства з теплової енергії та електроенергії.

Група Нафтогаз здійснює повний цикл робіт з розвідки та розробки газових родовищ, є національним контрагентом з імпорту, зберігання та транзиту вуглеводнів. У фокусі компанії — безпека постачання газу для українських споживачів, реформування ринку, розвиток нових бізнесів та інновації..
29 квітня 2025 наглядова рада НАК «Нафтогаз України» обрала новим головою правління НАК «Нафтогаз України» Сергія Корецького.

## Власність і структура компанії
Єдиним власником НАК «Нафтогаз України» — є держава в особі Кабінету Міністрів України.
Уряд визначив, що держава володіє Нафтогазом з метою забезпечення:
- безпеки постачання природного газу споживачам України;
- досягнення Україною енергетичної незалежності, зокрема незалежності від імпорту природного газу;
- успішної трансформації енергетичного сектору та завершення реформи ринку природного газу України;
- ефективного представлення та захист інтересів України на внутрішньому та міжнародних енергетичних ринках, зокрема у відносинах з національними нафтогазовими компаніями інших країн;
- видобування нафти і природного газу;
- транспортування нафти і нафтопродуктів.

Для цього Уряд визначив стратегічні цілі та напрями діяльності компанії та очікує, що компанія зможе створити необхідні умови для їх реалізації на довгострокову перспективу, використовуючи власні масштаби та переваги вертикальної інтеграції, знання та досвід — у прибутковий та сталий спосіб. Зі свого боку, держава зобов'язалась впроваджувати у Нафтогазі систему корпоративного управління згідно з Керівними принципами ОЕСР.
До складу Групи Нафтогаз входять НАК «Нафтогаз України» та низка інших юридичних осіб. За юридичним статусом / організаційно-правовою формою:
- дев'ять товариств, у яких компанія є єдиним акціонером — АТ «Укргазвидобування», АТ «Укртрансгаз», АТ «Укрспецтрансгаз», АТ «Укртранснафта», ДАТ «Чорноморнафтогаз», ТОВ «Надра Юзівська», ТОВ «Нафтогаз Цифрові Технології», Naftogaz Americas, LLC (США), «Naftogaz Trading Europe AG»;
- три дочірні підприємства, що засновані компанією — ДК «Газ України» (ТОВ "Газопостачальна компанія «Нафтогаз України», ТОВ Газопостачальна компанія «Нафтогаз Трейдинг», ТОВ «Нафтогаз Тепло», ТОВ «Газорозподільні мережі України»), ДП «Нафтогаз Біоенергія», ДП «Укравтогаз»;
- шість представництв та філії, створені компанією — Філія «Центр метрології та газорозподільних систем», Філія «Нафтогаз обслуговування», Представництво НАК «Нафтогаз України» в Королівстві Бельгія, Філія НАК "Нафтогаз України в Арабській Республіці Єгипет, Філія НАК «Нафтогаз України» в Туркменістані, Представництво НАК «Нафтогаз України» в республіці Ірак;
- шість товариств з часткою компанії у статутному капіталі від 40 % до 100 % — ПАТ "Укрнафта, ПАТ «Укртатнафта», СП «Petrosonnan Company» (Арабська Республіка Єгипет), ТОВ "Міжнародний консорціум з управління та розвитку газотранспортної системи України, АТ «Газтранзит», ДП «Центргаз»;
- 39 акціонерних товариств з газопостачання та газифікації — ВАТ «Кіровоградгаз», ПрАТ «Бережанигаз», ПрАТ «Борщівгаз», ПрАТ «Бучачгаз», АТ «Вінницягаз» ПрАТ «Гадячгаз», АТ «Дніпропетровськгаз», ПрАТ «Гусятингаз», ПрАТ «Заліщикгаз», АТ «Запоріжгаз», ПрАТ «Збаражтаз», ПрАТ «Зборівгаз», АТ «Донецькоблгаз», ПАТ «Кримгаз», АТ «Івано-Франківськгаз», ПрАТ «Кременчукгаз», АТ «Київоблгаз», АТ «Луганськгаз», АТ «Львівгаз», ПрАТ «Кременецьгаз», АТ «Миколаївгаз», ПрАТ «Монастириськгаз», ПрАТ «Мелітопольгаз», АТ «Лубнигаз», АТ «Рівнегаз», ПрАТ «Підволочиськгаз», АТ «Сумигаз», АТ «Полтавагаз», ПрАТ «Уманьгаз», ПАТ «Севастопольгаз», ПрАТ «Тернопільміськгаз», ПрАТ «Теребовлягаз», ПАТ «Черкасигаз», АТ «Тисменицягаз», АТ"Хмельницькгаз", ПрАТ «Тернопільгаз», ПрАТ «Шепетівкагаз», ПрАТ «Чортківгаз», АТ «Чернігівгаз»;
- шість акціонерних товариств з теплової енергії та електроенергії — АТ «Дніпровська ТЕЦ», АТ «Херсонська ТЕЦ», АТ «Одеська ТЕЦ», ПрАТ «Миколаївська ТЕЦ», АТ «Сєвєродонецька ТЕЦ», АТ «Криворізька теплоцентраль».

За напрямками діяльності (вісім основних напрямів):
- розвідка та видобування вуглеводнів — АТ «Укргазвидобування», ДАТ «Чорноморнафтогаз», ТОВ «Надра Юзівська»;[8]
- зберігання природного газу — АТ «Укртрансгаз»
- транспортування нафти — ПАТ «Укртранснафта», ТОВ «Нафтогаз Ойл Трейдинг», ДП «Укравтогаз», АТ «Укрспецтрансгаз»;
- трейдинг — ТОВ "Газопостачальна компанія «Нафтогаз Трейдинг», «Naftogaz Trading Europe AG», Департамент з операційної діяльності (окрім відділу договірної роботи з ПСО) НАК «Нафтогаз України», Управління трейдингу газу НАК «Нафтогаз України»
- роздрібний бізнес — ТОВ "Газопостачальна компанія «Нафтогаз України», ДК «Газ України» НАК «Нафтогаз України», ДП «Центргаз» ВАТ «Кіровоградгаз», ДП «Нафтогаз-Енергосервіс» НАК «Нафтогаз України», ВАТ «Кіровоградгаз»;
- газорозподіл — «Газорозподільні мережі України», АТ «Донецькоблгаз», АТ «Запоріжгаз», АТ «Луганськгаз», ПрАТ «Мелітопольгаз», а також філії ТОВ "Газорозподільні мережі України:  Волинська, Вінницька, Дніпровська, Дніпропетровська, Житомирська, Закарпатська, Івано-Франківська, Київська, Криворізька, Кропивницька, Львівська, Миколаївська, Рівненська, Сумська, Тернопільська філія, Харківська міська, Харківська, Хмельницька, Черкаська, Чернівецька, Чернігівська;
- теплоенергетика — ТОВ «Нафтогаз Тепло» (управляє Новояворівською та Новороздільською ТЕЦ), АТ «Дніпровська теплоелектроцентраль», АТ «Криворізька теплоцентраль», АТ «Одеська теплоелектроцентраль», АТ «Херсонська теплоелектроцентраль», ПрАТ «Миколаївська теплоелектроцентраль»;
- нова енергія — ДП «Нафтогаз Біоенергія», ДП «Нафтогаз-Енергосервіс», Центр енергоефективних рішень Нафтогаз.

Впроваджує цифрові технології в Групі Нафтогаз ТОВ «Нафтогаз Цифрові Технології» — перший в українському держсекторі внутрішній сервісний ІТ-центр.

## Діяльність
Підприємства Групи Нафтогаз:
- здійснюють повний цикл операцій з розвідки та розробки родовищ, експлуатаційного та розвідувального буріння, транспортування та зберігання нафти і газу, постачання природного і скрапленого газу споживачам;
- здійснюють безперебійний транзит газу до європейських споживачів, імпорт газу;
- переробляють газ, нафту та конденсат на п'яти газопереробних заводах (ГПЗ), що входять до складу групи, виробляючи на них скраплений газ, моторні палива та інші типи нафтопродуктів.
- реалізовують автомобільні палива через фірмову мережу автозаправних станцій.

В 2004 році на підприємства групи «Нафтогаз України» припало 13,8 % ВВП України. Частка нафти і природного газу в загальному балансі використання первинних енергоресурсів України становить 61 %. Пріоритетний енергоресурс — природний газ, його частка в енергобалансі — 41-43 %. Україна відноситься до країн з дефіцитом власних природних вуглеводневих ресурсів та задовольняє потреби в газі за рахунок власного видобутку на 23-25 %, у нафті — на 12-15 %.
Група є найбільшим платником податків в Україні. У 2018 році надходження від групи склали 137 млрд грн податків і дивідендів, а це близько 15 % загальних доходів державного бюджету.

### Показники інфраструктури
На 1 січня 2009 року:
- Кількість родовищ в експлуатації — 234
- Експлуатаційний фонд свердловин (газових / нафтових / нагнітаючих) — 2568/2494/312
- Протяжність газопроводів високого тиску, тис. км — 38,2
- Кількість компресорних станцій / цехів — 73/110
- Потужність компресорних станцій, МВт — 5450
- Протяжність газорозподільних систем, тис. км — 347
- Кількість підземних газосховищ — 13
- Протяжність магістральних нафтопроводів, тис. км — 4,7
- Кількість насосних станцій — 28
- Потужність насосних станцій, МВт — 357
- Кількість газопереробних заводів — 5
- Кількість автомобільних газонаповнювальних компресорних станцій (АГНКС) — 91
- Кількість працівників, тис. ос. — 172

Моніторинг свердловин
У 2023 році газовики «Нафтогазу України» під'єднали понад 250 свердловин до дистанційної системи моніторингу. Всього до дистанційного моніторингу за 2021—2023 роки під'єднано 630 свердловин. Така діджиталізація допомагає:
- знизити втрати газу;
- зменшити операційні видатки на обслуговування свердловин;
- в режимі онлайн аналізувати роботу й оперативно реагувати на будь-які зміни.

### Обсяги видобутку, імпорту і споживання
У 2016 році компанії вдалося вперше за багато років зупинити падіння обсягів видобутку газу в Укргазвидобуванні, а у 2017 році видобуток газу збільшився на 4 % до 24-річного максимуму — 15,3 млрд куб. м.
Інтенсифікація видобутку: 120 операцій ГРП =875 млн м³ додаткового видобутку; 800 операцій з ремонту свердловин = 550 млн м³ додаткового видобутку; Збільшення обсягів буріння на 21 % = 335 млн м³ додаткового видобутку.
Станом на початок 2025 Україна понад 3300 днів не імпортує газ з Росії. «Нафтогаз України» має можливість закуповувати газ на прозорих неполітичних умовах у десятків великих західних компаній, які конкурують між собою. Станом на кінець 2017 року у компанії 30 чинних рамкових договорів за стандартом Європейської Федерації Енерготрейдерів (ЄФЕТ) з європейськими постачальниками газу. Ці договори є загально прийнятим стандартом торгівлі газом на європейському ринку. Приватні постачальники та великі споживачі вільно імпортують газ з європейського напрямку, підсилюючи енергетичну безпеку України.
Завдяки розірванню договорів з недобросовісними партнерами додаткових 450 млн м³ газу Укргазвидобування було направлено на потреби населення. На українському ринку налічується понад 500 торговців газом. 1000 днів трейдери можуть зберігати газ в українських ПСГ без розмитнення.
Модернізований Шебелинський ГПЗ запустив випуск палива Євро-5 під новим брендом «Shebel». Завдяки переходу на випуск палива за стандартом Євро 5 маржа переробки нафти на Шебелинському ГПЗ зросла з 2,18 дол./барель в 2015 році, до 5,71 дол./барель в 2017 році.

### Фінансові показники
Починаючи з 2014 року державна компанія поступово із чорної діри державного бюджету перетворилась на донора держави. Ще у 2014 році з бюджету витрачено на «Нафтогаз України» 91 млрд грн, а у 2016 році податки підприємств групи вже складали близько 60 млрд грн. А у 2017 році «Нафтогаз України» сплатив до бюджету 23,2 млрд грн податків, що на 45 % більше, ніж у 2016 році. У 2018 році державний бюджет отримав від групи «Нафтогаз України» на 137 млрд грн податків та дивідендів, а це 15 % загальних доходів державного бюджету.
Чистий прибуток групи у 2017 році склав — 39,4 млрд грн.
Загальна сума позик групи за період 2015—2017 років зменшилась на 12,5 млрд грн або на 17,3 % і склала на кінець 2017 року 59,3 млрд грн.
З 1 квітня 2019 року «Нафтогаз» спланував зниження ціни на газ для промислових споживачів, що купуватимуть газ на умовах передоплати. Ціна буде нижче регульованої (ні для населення) — 5990 грн/тис. м³ (без ПДВ та витрат на його транспортування магістральними та розподільними трубопроводами). 13 млрд грн заощаджено на закупівлях. Через докорінну зміну системи закупівель «Нафтогаз України» щороку економить мільярди гривень. У ProZorro замовники групи «Нафтогаз України» заощадили близько 15 млрд грн або 32 % від економії в системі.
За 2020 рік компанія отримала збиток у 19 млрд грн внаслідок низького попиту та цін на газ, у 2019 році компанія отримала 2,6 млрд грн прибутку. Як зазначив фінансовий директор Пітер ван Дріл, значний вплив на показники 2020-го року мали борги газзбутових компаній, що після скасування ПСО (покладених спеціальних обов'язків) заборгували «Нафтогазу» понад 20 млрд грн. Так, протермінованими залишаються платежі за частину поставок до 31 липня 2020 року на умовах ПСО (яке скасували з 1 серпня 2020 року). Це стало причиною нарахування резервів сумнівних боргів у сумі 23,2 млрд грн за 2020 рік та вплинуло на прибутковість та рух грошових коштів від операційної діяльності. Крім того, 11 млрд грн «Нафтогазу» заборгували теплові компанії.
У І півріччі 2021 року витрати компанії «Нафтогаз» перевищили доходи. Таким чином збиток компанії склав близько 1,7 млрд грн. Дохід від реалізації склав 106,2 млрд грн. Це у півтора раза більше, ніж за аналогічний період минулого року. При цьому витрати становили 104,13 млрд грн. Для порівняння торік вони на рівні 91,9 млрд грн.
Чистий прибуток НАК «Нафтогаз України» за 2021 рік становив ₴ 13 051 509.
У звітності НАК «Нафтогаз України» за І півріччя 2022 року окремо показаний фінансовий результат за II квартал 2022 року — прибуток за цей період склав 420 млн грн. Загальний збиток за І півріччя склав 57 159 млн грн. Відповідно, збиток за І квартал 2022 року склав 57 579 млн грн.
За І півріччя 2023 року, НАК «Нафтогаз України» отримала 6,575 млрд грн прибутку, при цьому за аналогічний період минулого року компанія отримала збиток у сумі 57,2 млрд грн. Консолідований операційний прибуток групи «Нафтогаз» у І півріччі 2023 року становив 14 млрд грн, при цьому за аналогічний період минулого року група мала консолідований операційний збиток у сумі 55,3 млрд грн. Також за 6 місяців 2023 року «Нафтогаз» зменшив чистий дохід на 10,3 %, або на 13 млрд грн до 111,9 млрд грн.
За 2023 рік група «Нафтогаз» отримала 23 млрд грн прибутку замість 79,1 млрд грн збитків, які були у 2022 році.
За 2024 рік чистий прибуток Групи Нафтогаз за 2024 рік склав майже 38 млрд грн, що  перевищує показник 2023 року на 15 млрд грн або на 64%. При цьому валовий прибуток за 2024 рік зріс до 89,1 млрд грн в порівнянні із 48,5 млрд грн за 2023 рік. Водночас операційний прибуток за 2024 рік становить 51,1 млрд грн, що майже на 13,3 млрд грн або на 32% більше аналогічного показника за попередній період.

## Історія

### Від початків
Промисловий видобуток нафти почався в XVIII столітті. У 1909 році, на Прикарпатті видобуток нафти склав 2 млн тонн. Газова промисловість паливної промисловості України бере свій початок з введення в експлуатацію Дашавське газове родовище та побудови першого газопроводу Дашава-Стрий в 1924. Інтенсивному розвитку послужило наступні відкриття родовищ нафти і газу на території сучасних нафтогазоносних областях Дніпровсько-Донецької, Карпатської і Причорноморсько-Кримської.
Саме з території України були здійснені перші у світі міждержавні поставки природного газу: у 1945 році продовжено поставки з Дашавського та Опарського газових родовищ до Польщі.
У середині XX ст. природний газ українського походження транспортувався до Росії, Білорусі, Литви, Латвії, Польщі, Чехословаччини та Австрії.
Максимального рівня видобутку нафти Україна досягла в 1972 — 14,4 млн тонн (разом з газовим конденсатом), а природного газу в 1975 у — 68.7 млрд м³. У 1945 почалися перші експортні поставки природного газу з території України в Польщу, з 1967 — в Чехословаччину, пізніше — в Австрію. Нафтовий транзит з України почався в 1962 (у Чехословаччину).

### 1990-ті
У 1990-ті єдиний газопровід з Росії в Західну Європу пролягав через територію України. Компанія «Нафтогаз України» (наступник Укргазпрому, Укргазу і Держкомнафтогазпрому), що здійснювала транзит російського газу через українську територію, накопичила значну заборгованість перед «Газпромом». Для того, щоб позбутися від транзитної залежності від України, був здійснений проєкт будівництва газопроводу Ямал — Європа в обхід України — через Білорусь і Польщу. Наприкінці 1999 він був відкритий. Серед очільників Держкомнафтогазпрому на той час були такі спеціалісти як Ковалко Михайло Петрович, Довжок Євгеній Михайлович і інші.
Перша газова війна. За даними Газпрому на лютий 1993 року борг України перед ним перевищив 138 мільярдів рублів. Росія оголосила про призупинення постачань газу Україні. У відповідь українська влада пригрозила, що перекриє транзитні газопроводи. Це була дуже жорстка прелюдія до першого газового конфлікту. І в березні «Газпром» підписав у Варшаві угоду про будівництво транзитного газопроводу «Ямал — Західна Європа» в обхід України через територію Польщі. У червні сторони домовилися про перехід на світові ціни на нафту й природний газ. Але вже в серпні експорт енергоресурсів до України вперше був припинений на п'ять днів.
Тодішній прем'єр-міністр Леонід Кучма домовився з Віктором Черномирдіним, і Росія відновила постачання. Але вже 26 серпня «Газпром» знову заявив про скорочення їх на 25 % через  зростання заборгованості. Уряд України вирішив перейти до крутих заходів — неплатникам газ обрізували.
Саме в цей час Росія вперше звинуватила Україну в несанкціонованому відборі газу з транзитної труби, а потім запропонувала здати їй в оренду низку об'єктів української газотранспортної системи.
У лютому-березні 1994 року були зупинки газових постачань і нові вимоги повернення боргу шляхом передачі прав на українські газопроводи й підприємства. За підсумками «газового» протистояння в листопаді Україна отримала гарантії постачань газу на грудень і на весь наступний рік. Встояти Україні допомогла обіцянка поступитися у спорі за зарубіжні активи колишнього СРСР. У грудні ця угода, відома як «нульовий варіант», була підписана.
1997 рік багато в чому став роком поступок і відступу. Українська сторона припинила наполягати на підвищенні ціни за транзит російської нафти магістральним нафтопроводом «Дружба»: у травні був підписаний не лише Договір про дружбу, співпрацю й партнерство з Росією, а й комплекс угод про Чорноморський флот, відповідно до якого він отримав право залишатися в Криму ще 20 років — до 2017 року.
У 1998 році, рішеннями Президента та Уряду України створено Національну акціонерну компанію «Нафтогаз України». Компанія об'єднала державні активи нафтогазової промисловості України. В основу логотипу української видобувної компанії було покладено символіку китайського інь'яну.

### 2000-ні
У 1999—2001 роках Україна продовжувала політику поступок, які тепер сприймаються як абсолютно невиправдані. Починаючи з листопаду 1999 року по лютий 2000 року, Україна віддала Росії за газові борги вісім стратегічних бомбардувальників Ту-160, три Ту-95МС, 575 крилатих ракет Х-55, що перебували на озброєнні дальньої авіації Збройних Сил України, а також різноманітне наземне аеродромне обладнання. При цьому з російського боку лунали постійні звинувачення в тому, що Україна краде газ з транзитної труби.
Друга газова війна. Наприкінці 2005 року Україні був пред'явлений фактичний ультиматум. «Газпром» на переговорах з Україною про режим транзиту і поставок газу зажадав збільшити ціну за газ з $50-80 до $160—170 за тисячу м³, мотивуючи це рівнем середньоєвропейських цін. Не погодилися, й до середини грудня пропонована Росією ціна була піднята до $220—230 за тисячу м³. (Радник президента Росії з економічних питань Андрій Ілларіонов назвав конфлікт, що розгорнувся між Росією й Україною, «газовою війною» й визнав, що в ній Росія застосувала проти України «енергетичну зброю»). Звісно, в умовах такого диктату Україна відмовилася підписати контракти на постачання газу 2006 року. І з 1 січня російський вентиль був перекритий.
2008 року почався новий тур газового конфлікту, в результаті якого з 1 січня 2009 року була припинена подача газу для України, а з 5 січня зменшилася його подача для європейських споживачів. З 7 січня транзит російського газу через територію України був припинений повністю. І поновився лише 20 січня, після того як у Москві були підписані відповідні контракти, які вважаються чинними й досі[коли?].
У 2000 році відкрито Східно-Казантипське газове родовище в Азовському морі.
У 2000 році пішов у відставку уряд Віктора Ющенка, Україна розплатилася з боргами, а Росія отримала важіль для тиску на Україну. Після запуску першої гілки газопроводу Ямал — Європа газові війни між Росією і Україною припинилися. У 1999—2001 Україна поставила Росії в рахунок боргів за природний газ стратегічні бомбардувальники Ту-160 і крилаті ракети Х-55, що залишилися після розділу радянського військового арсеналу. За цей Україну було погашено 285 млн $ з боргу в 1 млрд за поставлений російський газ.
У 2001 році було завершено будівництво нафтопроводу Одеса — Броди та морського нафтового терміналу «Південний» під Одесою. Відкрито Північно-Булганацьке газове родовище в Азовському морі. Введено в експлуатацію компресорну станцію «Тарутине» (Одеська область). За технічної підтримки Європейської комісії побудовано газовимірювальну станцію «Гребеники» (Одеська область) з ультразвуковими лічильниками. Засновано Національну газову спілку України
За Олексія Івченка і Юлії Тимошенко (2005—2006)
У 2005—2006 роках, пост голови правління НАК займав Олексій Івченко, голова Конгресу українських націоналістів. Івченко був призначений на цей пост парламентом — за поданням президента України Віктора Ющенка; Ющенко залишив Івченка на цій посаді навіть після обрання останнього в Верховну Раду в 2006.
4 березня 2005 року, Івченко змінив на чолі Нафтогазу міністра палива та енергетики України Юрія Бойка. Бойко офіційно був відправлений у відставку за те, що підписав невигідний для України контракт на поставку туркменського газу (див. Зовнішня політика України). Віктор Ющенко сам спробував умовити президента Туркменістану Сапармурата Ніязова знизити ціну, але зазнав невдачі.
Івченко в минулому працював в компанії «Інтергаз», підконтрольної Ігорю Бакаю, ця компанія стала монополістом у торгівлі і транспортуванню газу, після відходу (у 1997) з ринку компанії «ЄЕСУ» Юлії Тимошенко. Однак, Івченко, звичайно ж, не був «людиною Бакая, що входив в найближче оточення президента Кучми».
28 березня 2005 року, керівник «Нафтогазу України» Олексій Івченко, в ході свого першого візиту в Москву, запропонував голові правління Газпрому Олексію Міллеру (ймовірно, за погодженням з президентом Ющенком [джерело не вказане 4120 днів]):
- Прибрати посередників у торгівлі газом між Україною та Росією, і ділити порівну «доходи, одержувані від транзиту туркменського газу в Україну посередницькими фірмами» (йшлося про швейцарської компанії «RosUkrEnergo AG»);
- Крім того, «Нафтогаз» запропонував підвищити транзитний тариф для російського газу, що транспортується через Україну до Європи, до ринкового рівня; і оформити договори, за якими Росія оплачувала б «транзит свого газу до Європи» не «бартерними газом», а грошима.

Олексію Івченку на посаді керівника Нафтогазу належало вирішити два завдання, які потенційно могли погіршити відносини України з Росією:
- Припинити реверсивний рух російської нафти по нафтопроводу Одеса — Броди в Одесу — на думку нової української влади, нафтопровід повинен прокачувати казахську нафту в напрямку з Одеси в Броди, де нафтопровід з'єднується з трубопроводом «Дружба» (цього протягом 2005 так і не було зроблено у зв'язку з відсутністю достатніх обсягів нафти для перекачування в Європу);
- Істотно змінити умови діяльності російсько-українського газотранспортного консорціуму — або ліквідувати його.

Домовленості між Газпромом і Нафтогазом про створення Міжнародного консорціуму по створенню та розвитку газотранспортної системи України, який повинен був стати оператором поставок російського і середньоазіатського газу до Європи територією України, були досягнуті при Леоніді Кучмі, влітку 2004, напередодні президентських виборів в Україні. Однак з обранням Віктора Ющенка президентом нові влади України визнали недоцільним передачу у власність російської компанії частки магістральних газопроводів країни.
26 квітня 2005 року, Віктор Ющенко особисто провів багатогодинні переговори з головою правління «Газпрому» Олексієм Міллером. Зокрема, сторони фактично визнали, що у проєкту газотранспортного консорціуму немає майбутнього, оскільки питання про передачу всієї своєї газотранспортної системи в консорціум Україна була не готова обговорювати, а «Газпром» не був згоден вкладати кошти у здійснення тієї частини проєкту, яка була вигідна лише Україні (будівництво нового газопроводу Богородчани-Ужгород). Крім того, потенційні зарубіжні партнери — німецька Ruhrgas, польська PNG & G і французька Gas de France — також не проявили особливого бажання брати участь у консорціумі.
Зі свого боку, «Газпром» відкинув спроби України вирішити питання про постачання туркменського газу після 2006 (коли закінчиться україно-туркменська угода) на підставі власного контракту з Туркменією та будівництва транскаспійського газопроводу. Російська сторона заявила, що запасів газу в Туркменістані за сприятливих обставин вистачить лише для російського контракту. Сторони погодилися, що «РосУкрЕнерго» залишиться оператором транзиту туркменського газу до України і його реекспорту до Європи, а бажання Нафтогазу стати його акціонером може бути реалізовано через покупку частки в австрійського власника.
На російсько-українських переговорах вперше було піднято питання і про «зникнення» з жовтня 2004 по березень 2005 7,6 млрд м³ газу, закачані в українські підземні газосховища ще влітку 2004. У розпал «помаранчевої революції», з жовтня 2004 по березень 2005, «Нафтогаз України» відмовлявся виконувати доручення Газпрому з відбору цього газу зі сховищ, приводячи самі різні аргументи — аж до його фізичної відсутності. За даними «Газпрому», ці обсяги газу Україною не були експортовані, та й сам Нафтогаз стверджував, що газ нікуди не подівся. Олексій Міллер спробував в ході переговорів «продати» Нафтогазу весь втрачений об'єм газу. Тим не менш, незважаючи на запевнення «Нафтогазу», що газ буде їм куплений, до покупки справа так і не дійшла.
В середині червня 2005 року, прем'єр-міністр України Юлія Тимошенко звинуватила колишнє керівництво Нафтогазу (керувала компанією при Леоніді Кучмі) в причетності до цієї історії. За заявами українських експертів, «зниклі» обсяги російського газу використовувалися для підтримки в робочому стані газових сховищ Нафтогазу, що призвело до «деяких проблем» з його відкачкою і транспортуванням закордонним клієнтам «Газпрому».
В середині червня 2005 року, Івченко заявив, що знайдений «зниклий» російський газ і запропонував повернути його до початку 2006 з 40 % дисконтом.
28 червня 2005 року, «Газпром» в односторонньому порядку ухвалив рішення про зарахування 7,8 млрд м³ на рахунок оплати за транзит російського газу через територію України і повідомив Україну про постачання до кінця року в обсязі не більше 1,1 млрд м³ газу.
18 липня 2005 року, між Газпромом і Нафтогазом була досягнута угода про заліку «зниклих» 7,8 млрд м³ на бартер з транзиту. Також було ухвалено рішення, що за борг Нафтогазу перед «РосУкрЕнерго» в об'ємі 5250000000 м³ «Газпром» отримає 800 млн $.
«Газпром» погодився, за умови переходу на «комерційні ціни на російський і туркменський газ». Але вже через день проти такої схеми виступила прем'єр-міністр України Юлія Тимошенко, яка заявила, що без «бартерного газу» країні буде важко забезпечити низьку ціну на газ «для населення та комунально-побутового сектора» (в Україні підприємства ЖКГ і населення отримують газ, який є власністю держави: або «бартерний газ», або газ, який видобувається в Україні і тому є більш дешевим; промисловість же отримує дорогий імпортний російський і туркменський газ). Перехід на грошові розрахунки збільшував прибуток Нафтогазу; але зникнення «недорогого бартерного газу» — вело до підвищення «плати за опалення і газ для населення»; крім того, була небезпека подорожчання і «російського газу для промисловості». Юлія Тимошенко ж (у тому числі, виходячи зі своїх обіцянок виборцям) дотримувалася політики «стабільних і посильних тарифів для населення».
У грудні 2005 року (при уряді Єханурова) саме на березневі пропозиції Олексія Івченка «Газпром» буде посилатися, пропонуючи припинити бартерні угоди і перейти на «ринкові форми взаємовідносин».
У 2006 році «Нафтогаз» віддав права на продаж газу на території України компанії РосУкрЕнерго.

### 2010-ті
21 квітня 2010 року в Харкові Віктор Янукович и Дмитро Медведєв підписали нову угоду про вартість закупок и транзиту газу через українську ГТС, пов'язавши зниження ціни на 30 % (від розрахованої за формулою  контракту) с продовженням угоди про аренду бази у Севастополі на 25 років, до 2042 року.
Проєкт об'єднання «Газпрому» і «Нафтогазу України»
Після пропозиції в травні 2010 року російського прем'єра Володимира Путіна об'єднати газові монополії двох країн «Газпром» і «Нафтогаз України», в липні 2010 року прем'єр-міністр України М. Я. Азаров заявив, що уряд України веде переговори про створення газотранспортного консорціуму між Україною, ЄС і Росією. Після цього російська сторона запропонувала створити СП на базі магістральних газопроводів України і родовищ «Газпрому» в Росії.
25 січня 2011 року, комісар ЄС з питань енергетики Гюнтер Оттінгер вперше прямо заявив, що виділення коштів ЄС на модернізацію української ГТС залежить від гарантій Росії на прокачку газу до Європи, і порадив владі України переконати російську сторону відмовитися від будівництва газопроводу «Південний потік» і профінансувати модернізацію української ГТС. Оттінгер згадав, що сумарна пропускна здатність споруджуваного в 2011—2012 підводного газопроводу «Північний потік» потужністю 55 млрд м³ і проєктованого газопроводу «Південний потік» потужністю 63 млрд м складе 118 млрд м³ і дозволить Росії постачати газ до ЄС без допомоги України чи Білорусі.
У 2011 році, Україна стала повноправним членом Європейського енергетичного товариства. Україна та Азербайджан підписали Меморандум про співробітництво в організації постачання скрапленого природного газу на територію України та Угоду про заходи з розвитку співробітництва у сфері транспортування нафти територією України. Започатковано Національний проєкт «LNG — термінал». Компанія Нафтогаз розпочала реалізацію проєкту модернізації газотранспортної системи України. У липні 2011 року липня зварено перший стик реконструкції магістрального газопроводу «Уренгой — Помари — Ужгород». Між компанією Нафтогаз та американською компанією «Halliburton Ukraine» підписано Угоду щодо супроводу, моніторингу, сервісного обслуговування, спорудження та експлуатації свердловин на нафту і газ.
У 2013 році між «Нафтогазом» і «Туркменгазом» був укладений меморандум про поновлення поставок туркменського газу в Україну і держави Європи.
У жовтні 2014 року, фінансист та меценат Джордж Сорос заявив, що Українська державна компанія «Нафтогаз» — це чорна діра в бюджеті та одне з найбільших джерел корупції. Він закликав радикально реформувати компанію через підвищення цін на газ для домогосподарств до ринкового рівня, встановлення лічильників на тепло і надання грошових субсидій для найбідніших верств. Це, за його словами, могло б зменшити споживання газу домогосподарствами вдвічі і викорінити залежність України від російського газу.
У 2015 році, НКРЕКП ухвалила Постанову № 583, якою скорочується дефіцит між роздрібною та закупівельною ціною газу для населення з 1 квітня 2015 року та ТКЕ для потреб населення з 1 травня 2015 року.
Верховна Рада України ухвалила Закон «Про ринок природного газу», що закріплює економічно обґрунтовані підходи до організації роботи газового ринку України та відповідає 3-му Енергопакету ЄС. Закон «Про ринок природного газу» набрав чинності після підписання Президентом. Основні положення починають застосовуватись з 1 жовтня 2015 року.
В Хорватії 15 країн ЄС та Енергетичного співтовариства країн Центральної, Східної, Південно-Східної Європи, в тому числі Україна, підписали Меморандум про інтеграцію газових ринків та диверсифікацію джерел постачання.
«Нафтогаз України» та Frontera Resources підписали меморандум про порозуміння щодо співпраці в сфері розвідки та розробки нафти та газу в Україні, реалізації проєкту імпорту LNG з потужностей Frontera Resources у Грузії.
Baker&McKenzie та PWC представили проєкт плану дій щодо реформи корпоративного управління Нафтогазу згідно зі стандартами ОЕСЗ, а також проєкти нормативних документів для реалізації цієї реформи.
«Нафтогаз України» приєднався до системи державних електронних закупівель Prozorro, яка створена для забезпечення прозорості закупівель, збільшення конкуренції та економії коштів під час допорогових закупівель.
Коболєв Андрій Володимирович був головою правління Нафтогазу України з 25 березня 2014 року до 28 квітня 2021 року.
Він очолив підприємство у найскладніший для держави та компанії час. Одразу після Революції Гідності та усунення попереднього менеджменту, компанії довелося виплачувати п'ятирічні євробонди, «Газпром» вимагав розрахунків, спираючись на кабальний для України контракт, що був укладений Володимиром Путіним та Юлією Тимошенко у 2009 році — загалом більше 68,2 млрд грн. Керівництво Росії продовжувало використовувати умови постачання газу для потреб України як інструмент політичного тиску та перешкоджання евроінтеграційним процесам в середині країни.
Починаючи з 2014 року, нова команда менеджменту провела низку реформ, які дозволили позбутись залежності від російського газу та пов'язаної з цим багатомільярдної газової корупції. Тепер «Нафтогаз України» закуповує газ у 18 європейських постачальників на прозорих, позбавлених політики, ринкових умовах. При цьому жодна з цих компаній не постачала більше ніж 30 % обсягу імпортованого Нафтогазом газу. З газпромівським газовим шантажем було покінчено — Україна відмовилась купувати газу у Росії.
«Нафтогаз України» успішно захищає інтереси України у міжнародних судах. Після чотирьох років арбітражного провадження між Нафтогазом та Газпромом, Стокгольмський арбітраж ухвалив два рішення на користь Нафтогазу: перше — 22 грудня 2017 року щодо контракту на постачання газу за принципом «бери або плати», а друге — 28 лютого 2018 року стосовно транзитного контракту. За результатами двох проваджень «Газпром» повинен сплатити Нафтогазу $2,56 млрд з урахуванням заліку у розмірі $2,1 млрд, який Нафтогаз вже отримав у вигляді газу, що був поставлений в 2014 році.
Під керівництвом Андрія Коболєва державна компанія із чорної діри державного бюджету перетворився на найбільше джерело надходжень держави.
«Нафтогаз України» відкрив ринок продажу газу промисловим підприємствам: провідні компанії світу конкурують за український ринок, працюють сотні трейдерів та приватних компаній.
Група «Нафтогаз України» провела реформу корпоративного управління, основною метою якої було усунення політичного втручання в управління компанією і створення рівних з комерційними компаніями умов на ринку, що відповідає Принципам корпоративного управління Організації економічного співробітництва та розвитку (ОЕСР). «Нафтогаз України» стала першою українською компанією у державній власності, в якій діє професійна та незалежна наглядова рада. Вона ще не отримала усі належні повноваження, але вже є дієвим бар'єром на шляху корупційного політичного втручання в роботу Нафтогазу. «Нафтогаз України» посідає 7 місце серед державних видобувних підприємств світу за якістю управління(RGI). В компанії запроваджено функції внутрішнього аудиту, комплаєнсу та фінансового контролю.
У 2014 році менеджменту групи довелося робити звітність відразу за два роки, 2012 і 2013 роки. Зокрема, вперше з 2009 року було проведено переоцінку запасів вуглеводнів та оцінку основних засобів.
З 2014 року «Нафтогаз України» почала регулярно оприлюднювати перевірену аудитором консолідовану фінансову звітність.
Суди з Газпромом (2014—2019)
У 2014 році, ініційовані провадження стали найбільшим в історії комерційним арбітражем. Взаємні претензії склали біля $125 млрд, що загрожувало банкрутством як Газпрому, так і Нафтогазу. Стокгольмський арбітраж також задовольнив вимоги Нафтогазу щодо компенсації у сумі $4,63 млрд за недопоставку Газпромом погоджених обсягів газу для транзиту. За результатами двох проваджень «Газпром» повинен сплатити Нафтогазу $2,56 млрд з урахуванням заліку у розмірі $2,1 млрд, який «Нафтогаз України» вже отримала у вигляді газу, що був поставлений в 2014 році.
Після чотирьох років арбітражного провадження між «Нафтогазом України» та «Газпромом» за двома контрактами Стокгольмський арбітраж ухвалив два доленосних рішення: перше 22 грудня 2017 року щодо контракту на постачання газу за принципом «бери або плати», а друге 28 лютого 2018 року стосовно транзитного контракту.
Головна подія 2017—2018 років — це історична перемога над Газпромом і завершення судового циклу у Стокгольмському арбітражі.
Результати арбітражу (2017)
22 грудня 2017 року, Арбітражний суд ухвалив рішення на користь Нафтогазу у всіх спірних питаннях щодо контракту на поставку газу з Газпромом: ціноутворенню, положенню «бери або плати» та визнанню недійсними інших положень, які є необґрунтованими і суперечать принципам конкуренції, а саме:
- Арбітражний суд повністю відхилив ретроспективні вимоги Газпрому на суму $56 млрд згідно з положенням «бери або плати» (що встановлює зобов'язання здійснити оплату за невідібрані обсяги газу) за 2009—2017 роки. «Нафтогаз України» домігся зменшення у 10 разів майбутніх обов'язкових річних обсягів закупівлі газу у Газпрому з 42–52 млрд м³ до 4–5 млрд куб. м, що відповідає фактичним потребам у імпорті газу.
- «Нафтогаз України» домігся перегляду в бік зменшення ціни газу відповідно до ринкових умов, а також компенсації за переплату за періоди після квітня 2014 року, коли «Нафтогаз України» ініціював перегляд ціни. Зокрема, ціна газу, отриманого Нафтогазом у II кварталі 2014 року, знижена на 27 % — з 485 дол./тис. м³ до 352 дол./тис. куб. м. Завдяки перегляду контрактної ціни «Нафтогаз України» зекономив $1,8 млрд на закупівлі газу, придбаного у 2014—2015 роках.

Також арбітри вказали, що «Нафтогаз України» не мусить платити за обсяги газу, які були поставлені на тимчасово окуповані території Луганської та Донецької областей, оскільки обсяги цих поставок визначити неможливо. Крім того, арбітраж визнав недійсними інші положення контракту, зокрема положення про заборону на реекспорт. «Нафтогаз України» отримав можливість перепродавати газ за кордон.
Результати арбітражу за контрактом на транзит газу (2018)
28 лютого 2018 року, Стокгольмський арбітражний трибунал ухвалив рішення на користь Нафтогазу щодо більшості важливих питань в спорі з Газпромом щодо контракту на транзит газу, а саме:
- Трибунал підтвердив порушення Газпромом зобов'язань щодо обсягів транзиту, які відповідно до контракту становлять 110 млрд м³ на рік, та присудив компенсацію в розмірі $4,63 млрд. Арбітражне рішення підтвердило юридичні зобов'язання Газпрому щодо поставок за транзитним контрактом;
- Обсяг транзиту зберігається до завершення терміну дії контракту 31.12.2019 року (у 2017 році «Газпром» прокачав через Україну біля 95 млрд м³ газу);
- Трибунал не підтримав вимогу Нафтогазу щодо перегляду тарифу на транзит, оскільки заявка на перегляд, подана Нафтогазом у 2009 році, не відповідала процесуальним вимогам. Трибунал також не задовольнив вимогу Нафтогазу переглянути транзитний контракт відповідно до європейського та українського енергетичного й конкурентного законодавства, зауваживши, що впровадження регуляторної реформи на території України є справою української влади і не входить до компетенції трибуналу в цій справі.

«Нафтогаз України» одержав фінансову перемогу і отримав право купувати газ за набагато кращою ціною, яка повністю відповідає європейському ринку. «Газпром» має виконувати зобов'язання щодо поставок за транзитним контрактом, але зі збереженням рівня тарифу на транзит. «Нафтогаз України» також повинен знову купувати певний обсяг газу напряму в Газпрому на умовах попередньої оплати.
Російський газовий монополіст «Газпром» на тлі програшу в Стокгольмському арбітражі вирішив почати процедуру розірвання чинних контрактів на транзит і купівлю газу з нафтогазовим холдингом «Нафтогаз України».
Відповідно, залишок боргу Газпрому згідно рішення арбітрів становить 2,56 млрд грн плюс відсотки за час невиконання судового рішення. Це рішення стало завершальним у чотирирічному арбітражному процесі між двома компаніями за контрактами на поставку та транзит газу. У разі програшу Нафтогазу за цими арбітражними спорами, збитки могли б скласти до $94,7 млрд.
Відмовившись виконувати рішення арбітрів, «Газпром» ініціював оскарження в апеляційному суді округу Свеа. Слухання по суті і рішення апеляційного суду очікуються у 2020 році.
За міжнародним правом оскарження рішення міжнародного арбітражу не призупиняє автоматично виконання цього рішення до завершення розгляду апеляції. Призупинити виконання рішення міжнародного арбітражу на території певної країни може національний суд після розгляду відповідного звернення боржника. Так, «Газпром» просив апеляційний суд округу Свеа призупинити процес виконання рішення міжнародного арбітражу. Апеляційний суд спочатку задовольнив прохання Газпрому, не заслухавши іншу сторону, однак після звернення Нафтогазу змінив своє рішення і призупинення виконання рішення було знято.
«Нафтогаз України» розпочав процес виконання рішення арбітражу шляхом примусового стягнення боргу Газпрому у декількох юрисдикціях — Нідерландах, Великій Британії, Швейцарії та США, а нещодавно — і в Люксембурзі. Найближчим часом можливі процеси і в інших країнах.
Передумовою таких процесів є виявлення активів, які належать безпосередньо Газпрому, і звернення до суду відповідної країни щодо примусового стягнення цих активів. При цьому «Нафтогаз України» просить суд у якості запобіжного заходу одразу заморозити ці активи, щоб «Газпром» не міг їх вивести з цієї країни.
Там, де Нафтогазу вдалося виявити активи Газпрому, — у Нідерландах та Великій Британії, — суди за зверненням Нафтогазу ці активи заморозили. У Великій Британії «Газпром» взяв на себе зобов'язання перед судом не виводити ці активи. Наразі суди у цих країнах вирішують, коли можна буде приступити до примусового стягнення боргу Газпрому шляхом продажу цих активів. Крім того, триває пошук активів Газпрому у інших юрисдикціях.
Протягом року, який пройшов після рішення Стокгольмського арбітражу, «Газпром» намагався завадити виконанню судового рішення, навіть ціною значних фінансових та репутаційних втрат.
У той же час, представники Газпрому вдалися до шантажу Нафтогаза, вимагаючи, щоб компанія добровільно відмовилась від перемоги у арбітражі.
В компанії заявили, що «Нафтогаз України» не піддається і не піддасться на цей шантаж. І змусять «Газпром» виконати рішення арбітражу у транзитній справі і заплатити $2,56 млрд (+ %), яких за рік набігло майже $200 млн.
Суд з Росією за втрачені активи в Криму
У лютому 2016 року, «Нафтогаз України» ініціював переговорний процес щодо втрати своїх активів в Криму, направивши РФ повідомлення про інвестиційний спір у рамках двосторонньої угоди про взаємний захист інвестицій між країнами. Шестимісячний термін переговорів завершився в серпні, переговорний процес завершився безрезультатно, це стало передумовою для початку арбітражного процесу проти РФ щодо інвестиційного договору.
У жовтні 2016 року, група «Нафтогаз України» і її шість дочірніх компаній ініціювали арбітражне провадження проти Російської Федерації з вимогою відшкодувати збитки, завдані незаконним захопленням активів групи в Криму. Після незаконного вторгнення до Криму і окупації півострова в 2014 році Російська Федерація застосувала масштабну і добре скоординовану схему позбавлення українських компаній їх майна без виплати компенсації. У Криму Нафтогаз мав кілька цінних енергетичних активів, захоплення яких російською стороною грубо порушує двосторонню інвестиційну угоду, яка вимагає, щоб Російська Федерація поважала і захищала українські активи, в тому числі і ті, що розташовані в Криму.
Збитки групи у результаті окупації Криму на сьогодні оцінюються експертами в суму близько $5 млрд.
У лютому 2018 року, Стокгольмський арбітраж виніс рішення за обопільними позовами «Нафтогазу» і «Газпрому»: українську компанію зобов'язали виплатити $2,2 млрд, російську — $4,7 млрд. В результаті складання вимог «Газпром» заборгував «Нафтогазу» $2,6 млрд.
Російська компанія спробувала оскаржити це рішення в апеляційному суді округу Свеа у Швеції, який призначив слухання по апеляції «Газпрому» на жовтень 2019 року. «Нафтогаз» домагається арешту майна російського концерну за кордоном з метою його подальшого примусової продажу. Відповідні процеси йдуть у Нідерландах, Швейцарії, Великій Британії.
У березні 2019 року, Трибунал у Гаазі підтвердив, що РФ винна у втраті «Нафтогазом» активів у Криму. Постійна палата третейського суду в Гаазі визнала, що Росія порушила угоду про захист інвестицій, експропріювавши активи НАК «Нафтогаз України» та її дочірніх підприємств в Криму. Міжнародний трибунал ухвалив рішення на користь Нафтогазу, і постановив, що Російська Федерація, відповідно до двосторонньої угоди про взаємний захист інвестицій між Україною та Росією, є відповідальною за незаконне захоплення активів Нафтогазу в Криму.
Даним рішенням трибунал не визначив суму збитків Нафтогазу. Розмір збитків буде встановлено на наступному етапі процесу. Експерти Нафтогазу оцінюють вартість експропрійованих в Криму активів щонайменше у $5 млрд.
У липні 2019 року, суди в Нідерландах і Люксембурзі відхилили апеляції «Газпрому» в рамках суперечки «Нафтогазом України» про примусове стягнення $2,6 млрд з російської компанії. «Нафтогаз» уточнює, що суд Амстердама ухвалив таке рішення 8 липня.
За каденції Коболєва в Україні було зафіксовано рекордний видобуток власного газу — 15,5 млрд куб., розпочато масштабну модернізацію газотранспортної системи, українська промисловість отримала значні нові замовлення.
У вересні Коболєв 2017 р. повідомив, що «Концепція корпоративного розвитку НАК „Нафтогаз України“, офіційно спрямована до Кабінету Міністрів України в червні 2017 року, передбачає потенційний IPO компанії».

### 2020-ті
У квітні 2020 року, НАК «Нафтогаз України» встановила першу власну електрозарядну станцію в рамках пілотного проєкту WeEnergy. Із запуском першої електрозарядної станції «Нафтогаз» досліджує перспективу масштабного виходу на ринок електрозарядних комплексів в Україні. У разі комерційного успіху пілотного проєкту, компанія планує розгорнути мережу електроавтозарядок по всій країні.
У вересні 2020 року, НАК «Нафтогаз України» стала першою компанією-членом Глобального центру взаємодії в кіберпросторі — незалежного хабу кібербезпеки, створеного для ефективного об'єднання державних органів, українських компаній та міжнародних партнерів задля протидії кіберзагрозам.
27 вересня 2020 року, Антимонопольний комітет (АМКУ) надав дозвіл на передачу Фондом держмайна шести державних теплоелектроцентралей (ТЕЦ) в управління НАК «Нафтогаз України».
28 квітня 2021 року, Кабінет Міністрів України звільнив Андрія Коболєва з посади голови правління НАК «Нафтогаз України».
27 вересня 2021 року, Кабінет Міністрів України звільнив членів наглядової ради НАК «Нафтогаз України» від держави в особі Юлії Ковалів, Наталії Бойко та Юлії Свириденко слідом за незалежними директорами, які подали у відставку на початку вересня.
1 листопада 2022 року, Кабінет Міністрів України звільнив Юрія Вітренка з посади голови правління НАК «Нафтогаз України».
2023 року НАК «Нафтогаз України» припинили публікацію інформації про заробітні плати, винагороди та інші виплати топменеджерів за 2022—2023 роки.
17 березня 2023 року, згідно з повідомленням Служби безпеки України, СБУ спільно з БЕБ ліквідували масштабну схему привласнення промислових обсягів блакитного палива із газотранспортної системи НАК «Нафтогаз України». До організації цієї оборудки був причетний топменеджмент 16 регіональних газових підприємств у Київській, Харківській, Дніпропетровській, Львівській, Вінницькій, Житомирській, Волинській, Закарпатській, Сумській, Рівненській, Хмельницькій, Чернігівській та Івано-Франківській областях, які пов'язані з одним із українських олігархів. Фактично вони здійснювали несанкціонований відбір блакитного палива, яке знаходилося у газотранспортній системі НАК «Нафтогаз України» і належало державі. Такі злочинні дії завдали Україні збитків на майже 3,5 млрд грн лише у 2021 році. Для встановлення всіх обставин злочину і притягнення винних до відповідальності триває досудове розслідування.
У квітні 2023 року, за повідомленням очільника «Нафтогазу України» Олексія Чернишова Арбітражний трибунал при Постійній палаті третейського суду в Гаазі ухвалив рішення, яким зобов'язав Росію сплатити НАК «Нафтогаз України» $5 млрд за збитки, заподіяні захопленням активів «Групи Нафтогаз» в Криму в 2014 році, а також відшкодувати «Нафтогазу» витрати, пов'язані з цим арбітражним провадженням.
У жовтні 2023 року глава компанії Олексій Чернишов повідомив, що плату за транзит російського енергоресурсу Україна продовжувала отримувати від країн, які не мають іншого джерела надходження природного газу — Австрії, Словаччини, Італії та Угорщини. У «Нафтогазі» запевнили, що до 2027 року в Євросоюзі повністю перейдуть на альтернативні енергоносії, і відмовляться від споживання російської сировини. Протягом 2023 року компанія завершила інтеграцію облгазів та міськгазів.
У травні 2024 року, у компанії «Нафтогаз України» заявили про те, що з початку 2024 року «Укргазвидобування» збільшило видобуток газу на 10 % порівняно із аналогічним періодом 2023 року. У «Нафтогазі України» очікують загального обсягу 8,6 млрд м³ на 1 червня, що відповідає мінімальним рівням заповненості на цей же час 2014—2019 років. Завдяки фінансуванню від ЄБРР, «Нафтогаз України» сформував страховий запас газу обсягом 0,75 млрд м³.
23 грудня 2024 року група «Нафтогаз» повідомила про свої досягнення протягом 11 міс. 2024 року, зокрема:
- 4 листопада 2024 року ПАТ «Укрнафта» повідомило, що пробурило найглибшу за останні 8 років свердловину, фактична глибина якої становить 4520 м. За добу дебіт нафти складає 65 т, газу — 21,5 тис. м³;
- 11 листопада 2024 року група «Нафтогаз» запустила нову свердловину з дебітом понад 110 тис. м³ газу на добу;
- 23 грудня 2024 року, група «Нафтогаз» запустила нову розвідувальну свердловину з добовим дебітом 150 тис. м³ газу.

Загалом за 11 міс. 2024 року АТ «Укргазвидобування» та ПАТ «Укрнафта» видобули понад 13,5 млрд м³ газу.
В середині січня 2025 року відбулося засідання Тимчасової слідчої комісії Верховної Ради України (ТСК) з питань розслідування порушень закону при формуванні цін та тарифів у сферах енергетики та комунальних послуг. За повідомленням голови ТСК, протягом 2020—2024 років «Оператор ГТС України» сплачував НАК «Нафтогазу України» близько 30 % всієї виручки від транзиту. За 5 років це склало близько 48 млрд грн, однак ці кошти не були відображені у доходах і прибутках НАК «Нафтогазу України». Народні депутати з ТЦК мають підозри, що НАК «Нафтогаз України» приховав ці кошти, тому ТСК ухвалила рішення про проведення розслідування.
У середині травня 2025 року голова Нафтогазу Сергій Корецький зустрівся з представниками МВФ, Єврокомісії, ЄБРР та Європейського інвестиційного банку щодо перемовин із міжнародними фінансовими інституціями про залучення 1 млрд євро для закупівлі понад 2 млрд куб. м газу.
24 червня 2025 року Міжнародний арбітражний трибунал у Швейцарії, розглянувши справу про порушення контракту «Газпромом», який за принципом «take or pay» припинив оплати в травні 2022 року, ухвалив рішення зобов'язати ПАТ «Газпром» виплатити $1,37 млрд на користь НАК «Нафтогаз».
Станом на липень 2025 року загальна сума позитивних рішень проти Росії та Газпрому становить 6,9 мільярда доларів США. Вживаються юридичні та дипломатичні заходи для реалізації цих рішень і стягнення відповідних сум.

## Кредитний рейтинг
В лютому 2022 року, кредитне агентство Fitch вслід за суверенним переглянуло рейтинг НАК «Нафтогаз» і змінив його з позитивного на стабільний.
26 липня 2022 року, НАК «Нафтогаз» в останній день пільгового періоду не зміг виплатити кредиторам борги з облігацій, що означає дефолт компанії.
18 січня 2023 року, керівник НАК «Нафтогаз України» Олексій Чернишов в інтерв'ю CNBC заявив, що компанія завершує переговори з кредиторами щодо реструктуризації єврооблігацій, за якими було допущено дефолт.
20 вересня 2023 року, згідно повідомлення пресслужби корпорації, НАК «Нафтогаз України» виконала умови реструктуризації єврооблігацій з терміном погашення у 2022 та 2026 роках, здійснивши необхідні платежі. Таким чином, група «Нафтогаз України» вийшла з дефолту.
1 січня 2025 року, о 07:00 (за київським часом), після завершення п'ятирічного контракту між «Нафтогазом» і «Газпромом» на транзит російського газу через українську ГТС, укладеного в грудні 2019 року, транспортування газу до Європи — було припинено.

## Керівники
Діяльність компанії має важливе значення для економіки України, тому питання керівництва компанією вирішуються на найвищому державному рівні.
| Роки                              | Голова правління (або в.о.) | Примітки |
| --------------------------------- | --------------------------- | --- |
| 9 квітня 1998 — 1 квітня 2000     | Ігор Бакай                  | ініціатор створення НАК, 1-й заступник Голови Державного комітету нафтової, газової та нафтопереробної промисловості України |
| 1 квітня 2000 — 7 квітня 2000     |                             | |
| 7 квітня 2000 — 20 червня 2000    | Ігор Діденко                | в. о. |
| 20 червня 2000 — 14 липня 2000    |                             | |
| 14 липня 2000 — 5 лютого 2002     | Вадим Копилов               | |
| 5 лютого 2002 — 2 березня 2005    | Юрій Бойко                  | |
| 2 березня 2005 — 30 травня 2006   | Олексій Івченко             | |
| 30 травня 2006 — 30 червня 2006   |                             | |
| 30 червня 2006 — 14 серпня 2006   | Олексій Болкісєв            | |
| 14 серпня 2006 — 21 лютого 2007   | Володимир Шелудченко        | Миколою Азаровим. |
| 21 лютого 2007 — 1 березня 2007   |                             | |
| 1 березня 2007 — 24 грудня 2007   | Євген Бакулін               | До цього очолював дочірню компанію НАК — «Укргаздобування».                                                                  |
| 24 грудня 2007 — 2 березня 2010   | Олег Дубина                 | |
| 15 березня 2010 — 25 березня 2014 | Євген Бакулін               | |
| 25 березня 2014 — 28 квітня 2021  | Андрій Коболєв              | |
| 29 квітня 2021 — 1 листопада 2022 | Юрій Вітренко               | |
| 4 листопада 2022 — 3 грудня 2024  | Олексій Чернишов            | Призначений Віцепрем'єр-міністром України — Міністром національної єдності України                                           |
| 4 грудня 2024 — 28 квітня 2025    | Роман Чумак                 | В. о. голови правління |
| 28 квітня 2025                    | Сергій Корецький            | Призначений наглядовою радою НАК Нафтогаз України                                                                            |